# Berlin-Wilhelmstadt

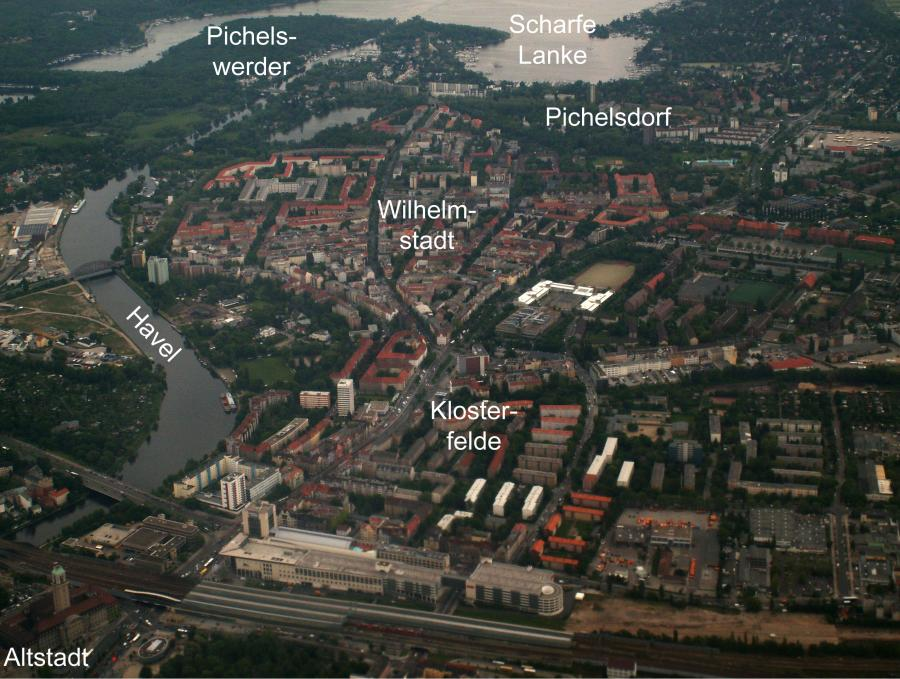
Luftaufnahme der Wilhelmstadt mit Blickrichtung nach Süden

Die Wilhelmstadt ist ein Ortsteil im Bezirk Spandau in Berlin, dessen Name sich von Kaiser Wilhelm I. ableitet. Anlässlich des 100. Geburtstags des Kaisers erhielt die ehemalige Potsdamer Vorstadt im Jahr 1897 ihren heutigen Namen.

## Geographie
Abgegrenzt wird der Ortsteil im Norden in etwa durch den Bullengraben sowie entlang der Ruhlebener Straße/Charlottenburger Chaussee, im Osten durch die Havelchaussee sowie die Stößenseebrücke am Stößensee gegen Westend, im Süden durch eine ost-westlich verlaufende Linie südlich des Jaczo-Turms gegen Gatow und im Westen durch die Sandstraße gegen Staaken. Wichtige Straßen in der Wilhelmstadt sind die Heerstraße (Bundesstraße 5 und östlich bis zur Wilhelmstraße auch Bundesstraße 2), die Wilhelmstraße (südlich ab Heerstraße Bundesstraße 2) sowie Gatower Straße und Pichelsdorfer Straße.
Neben der geschlossenen Mietshausbebauung der historischen Wilhelmstadt (nördlich der Heerstraße) und den überwiegend mit Einfamilienhäusern bebauten Bereichen zwischen Heerstraße und Weinmeisterhornweg gehören auch die Ortslagen Pichelsdorf, Pichelswerder und Tiefwerder (ohne Südhafen und Wohnbereich an der Dorfstraße) zum Ortsteil Wilhelmstadt.

## Geschichte
Zum Ortsteil Wilhelmstadt gehört der sogenannte „Seeburger Zipfel“. 1945 führten die alliierten Streitkräfte aus der Sowjetunion und Großbritannien einen Interessensgebietsaustausch durch, unter anderem zwischen dem brandenburgischen Seeburg und dem Berliner Bezirk Spandau. Seeburg erstreckte sich damals bis auf wenige Meter an die Havel heran, sodass die südlichen Gebiete von Spandau (Gatow und Kladow) per Straße (Potsdamer Chaussee, Gatower Straße) von der Wilhelmstadt nur über das Gebiet von Seeburg in der sowjetischen Besatzungszone erreicht werden konnten. Die Briten betrieben im Süden von Spandau ihren Militärflugplatz sowie zwei Kasernen und wollten eine ungehinderte Zufahrt erreichen. Daher wurde der Seeburger Zipfel an Spandau abgetreten. Er umfasst das nahe der Havel gelegene Wohngebiet Weinmeisterhöhe, heute die Wohnlage mit den höchsten Bodenpreisen in Spandau, und die Rieselfelder. An die Gemeinde Seeburg wurden dafür im geringeren räumlichen Umfang Spandauer Gebiete westlich der Potsdamer Chaussee (Rieselfelder) abgetreten. Der Seeburger Zipfel bildet heute die Gemarkung Seeburg in der Wilhelmstadt. Mit dem Einigungsvertrag wurde bei der deutschen Wiedervereinigung entschieden, dass die Austauschgebiete Seeburger Zipfel und Groß Glienicke beim Bezirk Spandau verbleiben. Eine Verfassungsklage der Gemeinde Groß Glienicke hiergegen blieb erfolglos. Der 1945 im Gegenzug an die Sowjetische Besatzungszone übergebene Westteil des Ortsteils Staaken war seit 1961 eine selbstständige Gemeinde Staaken in der DDR und kam 1990 wieder zurück zu Spandau.
Internationale Bekanntheit erlangte der Ortsteil ab 1947, als im dortigen Kriegsverbrechergefängnis sieben in den Nürnberger Prozessen verurteilte NS-Kriegsverbrecher inhaftiert wurden (Karl Dönitz, Walther Funk, Rudolf Heß, Konstantin von Neurath, Erich Raeder, Baldur von Schirach, Albert Speer). Das Gefängnis lag am südwestlichen Rand der Wilhelmstadt und war dem Alliierten Kontrollrat unterstellt, wobei die Bewachung der Häftlinge im Monatswechsel durch die ehemaligen Alliierten erfolgte. 1987, nach dem Suizid des letzten und jahrelang einzigen Gefangenen, Rudolf Heß, wurde das Gefängnis abgerissen, um es nicht zu einer Wallfahrtsstätte für Rechtsradikale werden zu lassen. Das Gelände wurde mit einem 1990 eröffneten Einkaufszentrum, dem ehemaligen Britannia Centre Spandau  der NAAFI neu bebaut. 2011 stellte eine Entwicklungsgesellschaft als neue Eigentümerin den Antrag auf Abriss des Kinokomplexes des ehemaligen Britannia Centers. Die Pachtverträge für den Kinokomplex und den Shoppingkomplex wurden gekündigt. 2013 folgte ein umfassender Teilabriss und Neugestaltung in Form eines einzelnen Supermarktgebäudes für den Discounter Kaufland.

## Bevölkerung
| Jahr | Einwohner |
| ---- | --------- |
| 2007 | 37.289    |
| 2010 | 37.162    |
| 2015 | 39.741    |
| 2020 | 40.463    |
| 2021 | 40.346    |
| 2022 | 40.920    |
| 2023 | 41.309    |
| 2024 | 41.250    |

Quelle: Statistischer Bericht A I 5. Einwohnerregisterstatistik Berlin. Bestand – Grunddaten. 31. Dezember. Amt für Statistik Berlin-Brandenburg (jeweilige Jahre)

## Sehenswürdigkeiten

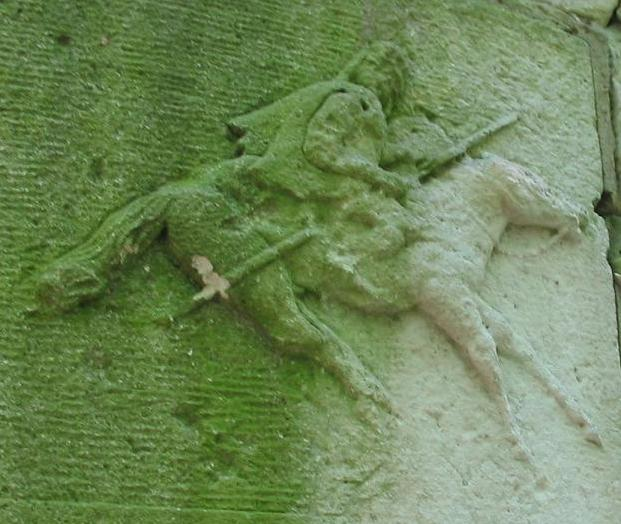
Jaxa auf der Flucht vor Albrecht dem Bären, Ausschnitt am Relief des Jaczo-Turms

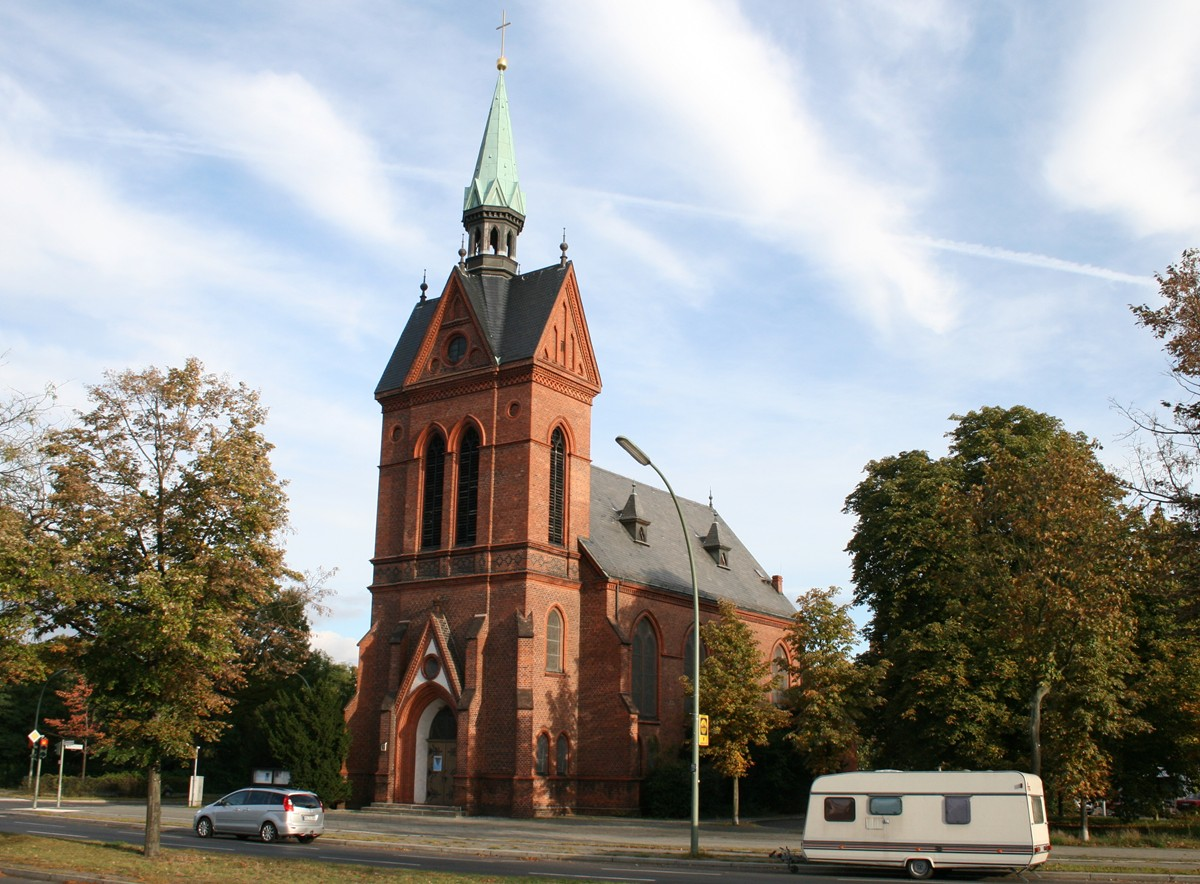
Melanchthon-Kirche

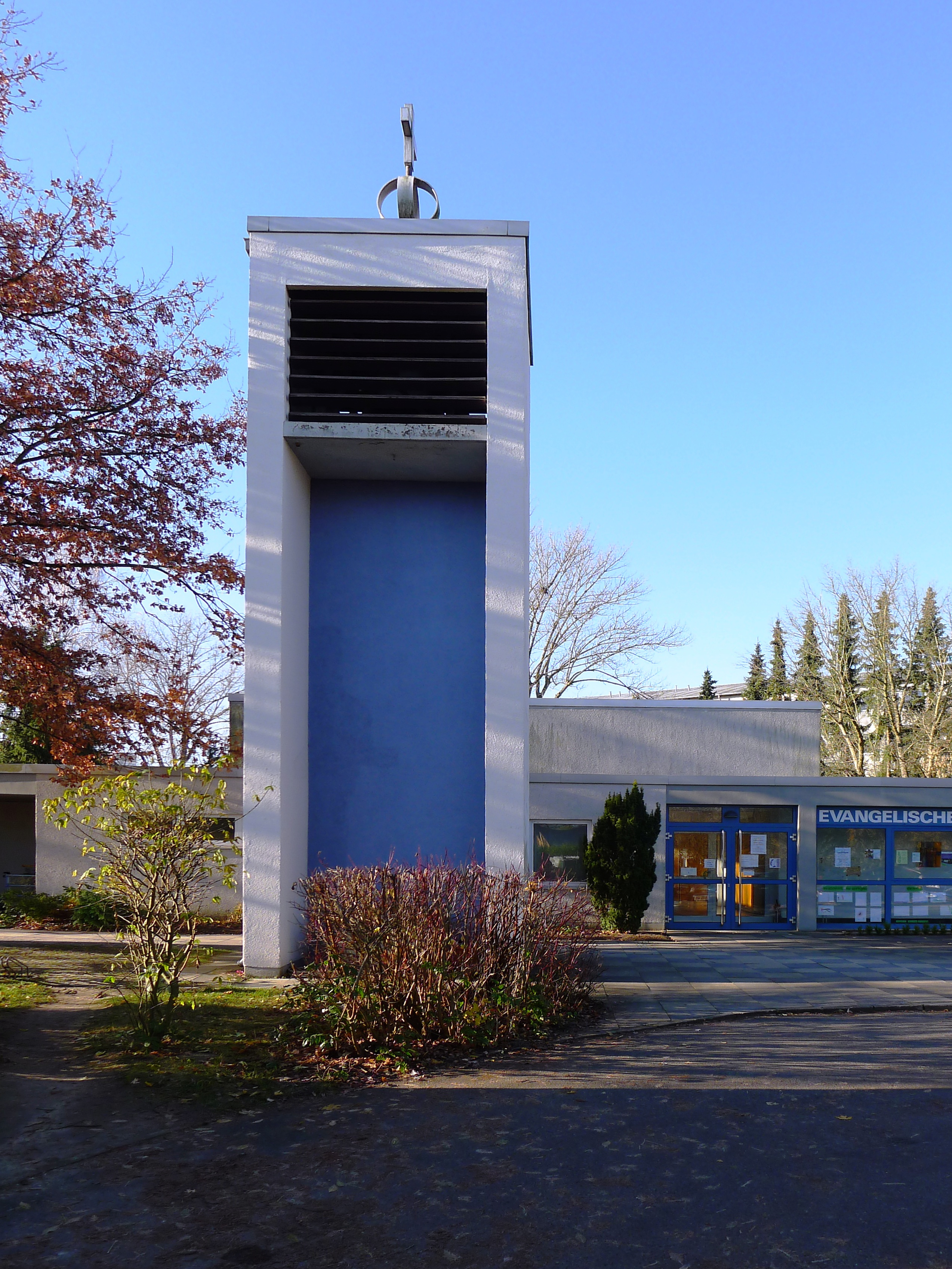
Laurentius-Kirche

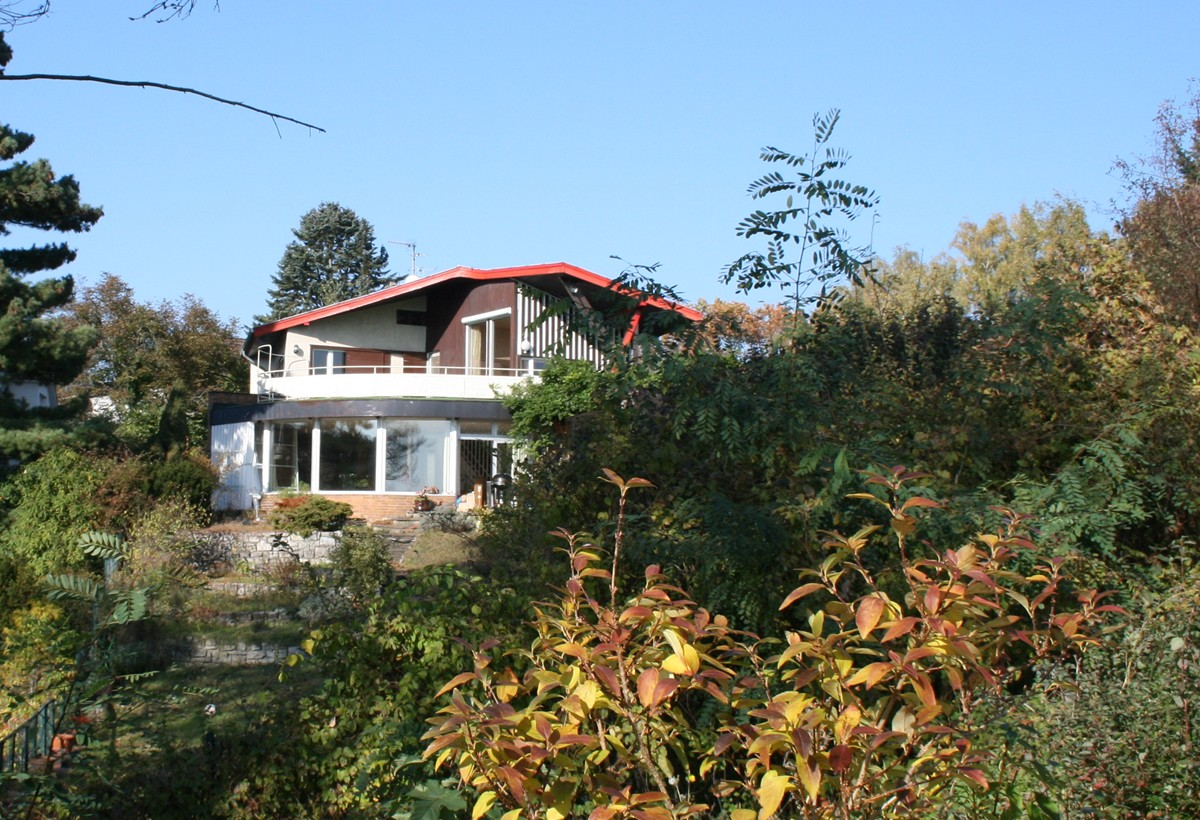
Haus Baensch

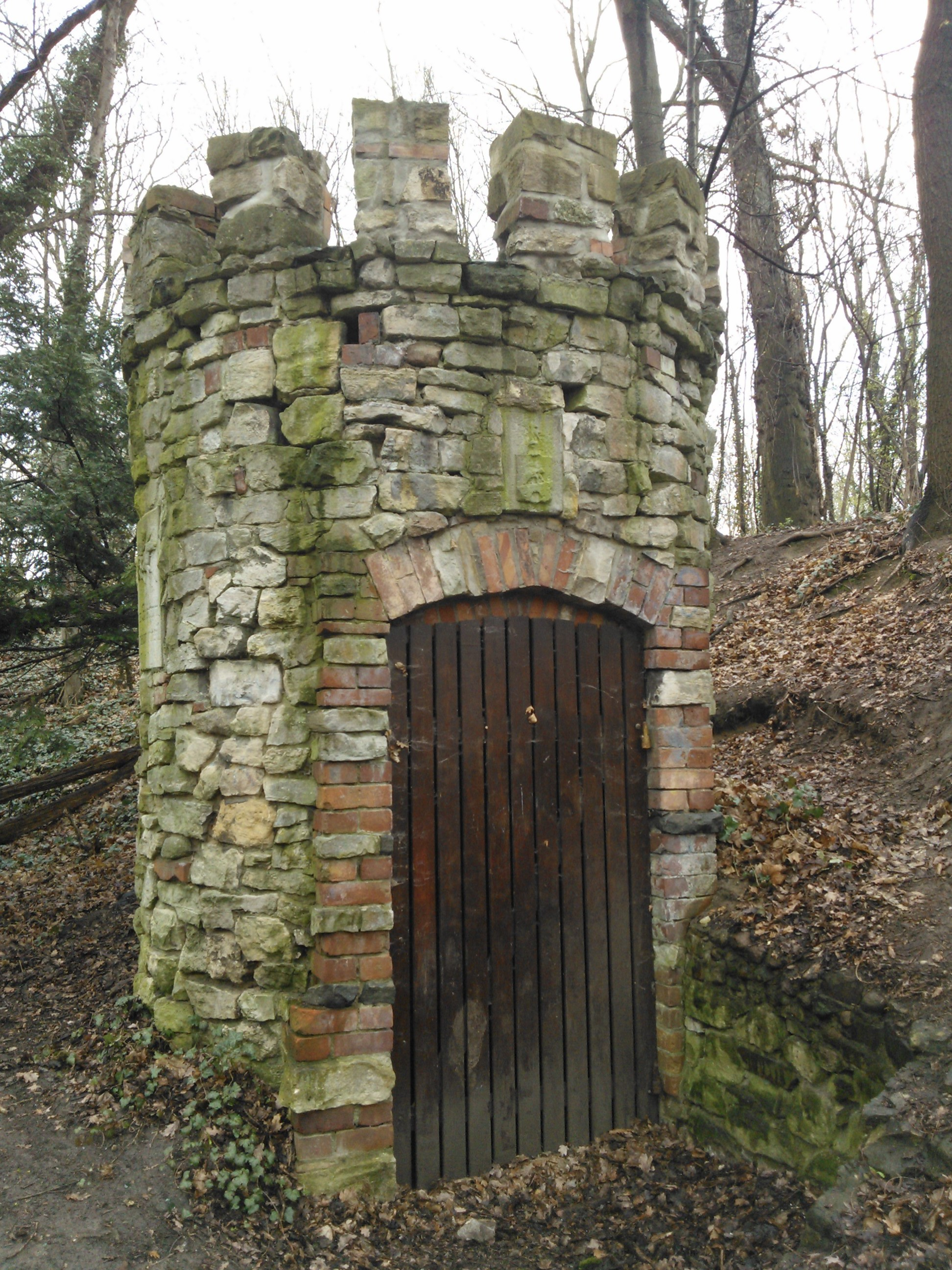
Jaczo-Turm

- Melanchthon-Kirche am Melanchthonplatz, 1893 eingeweiht
- Laurentius-Kirche, 1958 eingeweiht
- Nathan-Söderblom-Kirche, 1968 eingeweiht
- Haus Baensch, Weinmeisterhöhe, Höhenweg 9, geplant von Hans Scharoun, 1935
- Jaczo-Schlucht am westlichen Ufer der Havel. Auf Höhe der Gatower Straße 199 beginnt kurz vor Gatow ein Weg durch die Schlucht zur Havel. Hier befindet sich ein kleiner, runder, unscheinbarer und verwahrloster Turm. Er wurde 1914 mit privaten Mitteln eines anonymen Spandauer Bürgers zur Erinnerung an den slawischen Fürsten Jaxa von Köpenick errichtet, der auch der Schlucht den Namen gab. Jaxa oder auch Jaczo ging in die Geschichte ein als Gegenspieler von Albrecht dem Bären bei der Gründung der Mark Brandenburg im Jahr 1157. Ein schon weit zerfallenes Relief am Turm zeigt Jaxa auf der Flucht vor Albrecht dem Bären und zwei seiner Reiter. Der Legende und der lateinischen Inschrift nach soll Albrecht den Slawenfürsten am Ende der Schlucht in die Havel getrieben haben. Das rettende gegenüber liegende Ufer bei Schildhorn erreichte er nur mit Hilfe des – in letzter Not angerufenen und bislang verhassten – Christengottes, dem er zum Dank die Treue schwor. Bei Schildhorn ließ König Friedrich Wilhelm IV. von Preußen 1845 zur Erinnerung an Jaxas wundersame Bekehrung ein Denkmal errichten.
- Landschaftsschutzgebiet Tiefwerder Wiesen, letztes natürliches Überschwemmungs- und Hecht-Laichgebiet in Berlin

## Infrastruktur

### Verkehr
Wilhelmstadt wird von den Bundesstraßen B 2 und B 5 durchzogen. Beide verlaufen größtenteils auf der gemeinsamen Trasse der Heerstraße in Richtung Innenstadt. Die B 2 zweigt im Ortsteil an der Wilhelmstraße nach Süden in Richtung Potsdam ab, die B 5 verläuft weiter nach Westen in Richtung Nauen.
Unweit des Ortsteils liegen der Fern- und Regionalbahnhof Spandau und der U-Bahnhof Rathaus Spandau. Die Wilhelmstadt selbst ist über den Busverkehr der BVG erschlossen. Langfristig ist eine (Wieder-)Anbindung durch die Straßenbahn geplant, nachdem die letzten Wilhelmstadt durchquerenden Straßenbahnlinien 75 und 76 am 24. Januar 1966 durch Busse ersetzt worden sind.

### Bildung
- Bertolt-Brecht-Oberschule
- Wilhelmstadt Schulen (privates Schulzentrum)

### Sport
- Kombibad Spandau-Süd (Uwe-Gaßmann-Bad), Gatower Straße 19
- Spandauer Yacht-Club, Scharfe Lanke 31
- Weltweit einzige „nasse“ Tiefenrauschsimulationsanlage an der Scharfen Lanke am südöstlichen Rand der Wilhelmstadt. Die DLRG Berlin kann mit ihrer Tauchturm-Anlage der Bundeslehr- und Forschungsstätte (BLFS) Tiefen bis zu 150 Meter Wassertiefe simulieren. Sporttaucher können hier unter sicheren Bedingungen die Gefahren des Tiefenrausches erfahren, und es werden Tauchunfälle behandelt.

## Persönlichkeiten
- John Barnett Humphreys (1787–1858), Schiffbauer, Werftgründer in Pichelsdorf
- Rudolf Heß (1894–1987), deutscher Politiker (NSDAP), lebte von 1947 bis zu seinem Suizid 1987 im Kriegsverbrechergefängnis in der Wilhelmstadt.
- Hermann Wiederhold (1899–1968), Politiker (FDP), in Tiefwerder geboren
- Emmy Zehden (1900–1944), versteckte jüdische Mitbürger, Opfer des Nationalsozialismus, lebte in der Franzstraße 32

## Wilhelmstadt in der Literatur
Die Wilhelmstadt ist zentraler Ort in den sogenannten Wilhelmstadtkrimis des Spandauer Autors Maik Bischoff. Die Krimireihe, die bisher drei Teile umfasst, handelt vom ehemaligen LKA-Ermittler Werner Böhme und dessen Freund Fabian Dost. In den Büchern werden versteckte Orte und weitgehend unbekannte Geschichten rund um die Wilhelmstadt zum Teil der Geschichte um private Mordermittlungen.